# روبرت روشالا
روبرت روشالا (بالبولندية: Robert Ruchała؛ مواليد 15 مايو 1998) هو مُقاتل فنون قتالية مختلطة بولندي يُنافس في فئة وزن الريشة في يو إف سي.

## وصلات خارجية
لا توجد روابط لمواقع التواصل الاجتماعي.

- روبرت روشالا على موقع Tapology.com (الإنجليزية)